# Cristobalina Fernández de Alarcón
Cristobalina Fernández de Alarcón, född 1576 i Antequera, provinsen Málaga, död där den 16 september 1646, var en spansk poet.
Cristobalina Fernández de Alarcón fick en god utbildning och blev tillsammans med bland andra Luisa Sigea, Francisca Nebrija, Luisa Medrano och Beatriz Galindo en av den grupp kvinnliga humanister som Francisco de Quevedo hånfullt kallade hembrilatinas. Bland dem var hon den viktigaste och mest inflytelserika poeten. Alla hennes verk är inte bevarade. Möjligen på grund av den negativa kritiken från Quevedo och Góngora har inte mer än femton dikter överlevt. 
Cristobalina Fernández de Alarcón upprätthöll en platonisk relation med poeten Pedro Espinosa. Hon inspirerade hans diktning och nämns i hans verser under namnet Crisalda. Efter att hon ingått sitt andra äktenskap blev Espinosa präst och drog sig tillbaka från världen. När Lope de Vega kom till Antequera 1602 besökte han Cristobalina Fernández de Alarcón och berömde henne som musa antequerana eller sibila de Antequera i sin Laurel de Apolo.